# 心之图书馆
心之圖書馆（可可萝圖書館） 是高木信孝在《月刊Comic電擊大王》2000年4月号至2002年7月号连载的漫画，单行本共3本。2001年被改编为动画，2001年10月11日至12月27日在AT-X播出。本篇有12集，另有一集特别篇。

## 主要人物
- 可可萝（小妹） （聲優：齋藤千和）
- 伊娜（大姐） （聲優：澤城美雪）
- 爱洛朵（二姐） （聲優：市原由美）

## 各集标题
- 01 图书馆管理员
- 02 我现在能做的事
- 03 神姬宫
- 04 管理员的座右铭
- 05 图书馆成了
- 06 机器人图书管理员
- 07 可可萝不在的日子
- 08 我好想见妈妈
- 09 奇迹
- 10 图书馆要没有了
- 11 乔帝的日记
- 12 有心便能战胜一切
- 特别篇 可可萝图书馆的冬天